# Maten (film)
Maten is een Nederlandse film uit 1999 van Pieter Verhoeff naar een scenario van Kees van Beijnum en Pieter Verhoeff. De film heeft als internationale titel Mates en is uitgebracht als Telefilm.

## Verhaal
De jonge, ambitieuze Officier van Justitie Paul Winters wordt benaderd door Hoofdofficier Meesingh die hem vraagt of hij de zaak wil behandelen van drie mannen van de Dutchbat die beschuldigd worden van de verkrachting van een meisje in Srebrenica en de moord op haar broertje. 
Paul graaft diep in de zaak, vooral omdat één van de drie mannen van de aardbodem is verdwenen. Hij krijgt hierbij hulp van zijn diens ex vriendin Yvonne Lamers. Echter zal blijken dat deze oud Dutchbatter aangeschoten geschoten wild is en dat zelfs Paul niet opgewassen blijkt tegen de krachten die het onderzoek liever zien stranden... 

## Rolverdeling
| Acteur                                                               | Personage        | Functie                             |
| -------------------------------------------------------------------- | ---------------- | ----------------------------------- |
| Victor Reinier                                                       | Paul Winters     | Officier van Justitie               |
| Monic Hendrickx                                                      | Yvonne Lamers    | Ex vriendin Theo Pals               |
| Elsie de Brauw                                                       | Emma Winters     | Vrouw Paul                          |
| Willem Nijholt                                                       | Hendrik Meesingh | Hoofdofficier/Procureur-Generaal    |
| Johan Leysen (acteur)                                                | Jan Blaak        | Officier van Justitie/Hoofdofficier |
| Kees Boot                                                            | Theo Pals        | Voormalig Dutchbatter               |
| Hans Breetveld                                                       | Frank Houtman    | Voormalig Dutchbatter               |
| Roef Ragas                                                           | Rob de Bruin     | Voormalig Dutchbatter               |
| Helmert Woudenberg                                                   | Willem Winters   | Vader Paul                          |
| Marja Kok                                                            | Moeder Winters   | Moeder Paul                         |
| Merel Laseur                                                         | Mevrouw Meesingh | Vrouw Meesingh                      |
| Erik de Bruyn (regisseur)                                            | Walter           | Vriend Paul, Bandleider             |
| Arend Jan Heerma van Voss                                            |                  | Minister van Defensie               |
| Ronald Top                                                           |                  | Voorlichter Defensie                |
| Bert Geurkink                                                        | Jos Verdaelen    |                                     |
| Alexander Elmecky                                                    |                  | Presentator                         |
| Thijs Feenstra                                                       | Gerrit Zwiers    | Marrechaussee                       |
| Tjerk Risselada                                                      | Harry van Dam    | Marechaussee                        |
| Wimie Wilhelm                                                        |                  | Makelaar                            |
| Jaap Vrenegoor                                                       | Jack             |                                     |
| Bo Sikkens                                                           | Astrid           |                                     |
| Marc Hazewinkel                                                      | Johan            | Barman                              |
| Jacques Luijer                                                       |                  | Chef-staf                           |
| The Indians Rick Tijhuis Pepijn van der Heyden Pepijn van Eerenbeemt |                  | Band                                |